# یوهی نایتو
یوهی نایتو (ژاپنی: 内藤 洋平؛ زادهٔ ۹ ژوئیهٔ ۱۹۸۸) یک بازیکن فوتبال اهل ژاپن است.
از باشگاه‌هایی که در آن بازی کرده‌است می‌توان به باشگاه فوتبال کیوتو سانگا و باشگاه فوتبال گراونز کیتاکیوشو اشاره کرد.